# کالبرت چینی
کالبرت چینی (انگلیسی: Calbert Cheaney؛ زادهٔ ۱۷ ژوئیهٔ ۱۹۷۱) بازیکن بسکتبال اهل ایالات متحده آمریکا است.
از باشگاه‌هایی که در آن بازی کرده‌است می‌توان به دنور ناگتس، بوستون سلتیکس، یوتا جاز، و گلدن استیت واریرز اشاره کرد.
وی در مسابقات کشوری و بین‌المللی در مجموع برندهٔ ۲ مدال طلا شده‌است.